# Everard Home
Pour les articles homonymes, voir Home.
Sir Everard Home, né le 6 mai 1756 à Hull et mort le 31 août 1832 à Chelsea, 1er baronnet, est un médecin britannique.

## Biographie
Il est d'abord médecin-militaire, puis premier chirurgien du roi et professeur honoraire du Collège des chirurgiens. Home est devenu membre de la Royal Society le 15 février 1787.
Home est le premier à décrire le fossile d'ichthyosaure découvert par Joseph Anning et Mary Anning en 1812.
Il publie de nombreux livres sur la chirurgie et l'anatomie dont Lectures on Comparative Anatomy (4 volumes, 1814-1822), qui lui valent la Médaille Copley en 1807.